# 凤鹤站
鳳鶴站（：／ Ponghak yŏk */?）是朝鮮民主主義人民共和國平安南道平城市的一個鐵路車站，属于平罗线。

## 历史
- 1928年10月15日，开通使用，当时属于平元线的一部分。

## 邻近车站
平罗线
平城站 - 鳳鶴站 - 慈山站